# جيمس هامبتون
جيمس هامبتون (بالإنجليزية: James Hampton) هو فنان أمريكي، ولد في 8 أبريل 1909 في كارولاينا الجنوبية في الولايات المتحدة، وتوفي في 4 نوفمبر 1964 في واشنطن العاصمة في الولايات المتحدة بسبب سرطان المعدة.